# Југославија на Зимским олимпијским играма 1988.
Југославији (СФРЈ) је учествовала на петнаестим ЗОИ и где је имала 22 представника од којих 16 мушких и 6 женска. Ово је било тринаесто и задње учешће југословенских спортиста под заставом СФРЈ, уз учешће свих република, на Зимским олимпијским играма. Игре су одржане 1988. године у Калгарију, Канада. 
Југословенски представници су се такмичили у седам различитих дисциплина: нордијском дисциплинама, алпском скијању, скијашким скоковима, биатлону, уметничком клизању, брзом клизању, бобу. Југославија је на овим играма освојила још 3 медаље, две сребрне и једну бронзану. Најбољи пласман остварила је Матеја Свет, освојивши 2. место у слалому, у конкуренцији од 57 такмичарки и мушка екипа у скијашким скоковима са 90 m, која је такође освојила сребрну медаљу, док је Матјаж Дебелак на 70 метарској скакаоници освојио бронзану медаљу.
Југословенској нади Бојану Крижају су ово биле последње олимпијске игре, одустао је од такмичења због повреде. На тренингу је налетео на једну скијашицу и повредио се.

## Резултати по спортовима
У табели је приказан успех југословенских спортиста на олимпијади. У загради иза назива спорта је број учесника
Са појачаним бројевима је означен најбољи резултат.
Принцип рачунања олимпијских поена: 1. место – 7 поена, 2. место – 5 поена, 3. место – 4 поена, 4. место – 3 поена, 5. место – 2 поена, 6. место – 1 поен.

| Спортска дисциплина              | Освојено место | Освојено место | Освојено место | Освојено место | Освојено место | Освојено место | Олимпијски поени | Такмичари | Такмичари | Такмичари |
| Спортска дисциплина              |                |                |                | 4.             | 5.             | 6.             | Олимпијски поени | Мушки     | Женске    | Укупно    |
| Слалом (ж)                       | 0              | 1              | 0              | 0              | 0              | 0              | 5                | 4         | 4         | 8         |
| Скијашки скокови 90m, екипно (м) | 0              | 1              | 0              | 0              | 0              | 0              | 5                | 4         | 0         | 4         |
| Скијашки скокови 90m (м)         | 0              | 0              | 1              | 0              | 0              | 0              | 4                | 4         | 0         | 4         |
| Велеслалом (ж)                   | 0              | 0              | 0              | 1              | 0              | 0              | 3                | 0         | 4         | 4         |
| Скијашки скокови 70m (м)         | 0              | 0              | 0              | 1              | 0              | 0              | 3                | 4         | 0         | 4         |
|                                  |                |                |                |                |                |                |                  |           |           |           |
| Укупно                           | 0              | 2              | 1              | 2              | 0              | 0              | 20               | 4         | 4         | 8         |

## Алпско скијање
| Спортиста      | Дисциплина          | Пласман | Резултат                          |
| -------------- | ------------------- | ------- | --------------------------------- |
| Грега Бенедик  | слалом (м)          | 9.      | 1.41,38 (+1,91) 52,34+49,04       |
| Клемен Бергант | супервелеслалом (м) | 16.     | 1.43,41 (+3,75)                   |
| Клемен Бергант | велеслалом (м)      | 15.     | 2.11,04 (+4,67) 1.07,16+1.03,88   |
| Клемен Бергант | слалом (м)          | нзт-1   | без резултата, трка 1             |
| Томаж Чижман   | супервелеслалом (м) | 9.      | 1.42,47 (+2,81)                   |
| Томаж Чижман   | велеслалом (м)      | нзт-2   | без резултата, трка 2 1.06,16+нзт |
| Рок Петрович   | велеслалом (м)      | 9.      | 2.09,32 (+2,95) 1.06,31+1.03,01   |
| Рок Петрович   | слалом (м)          | 11.     | 1.41,63 (+2,16) 53,05+48,58       |
| Роберт Жан     | велеслалом (м)      | 23.     | 2.12,18 (+5,81) 1.07,67+1.04,51   |
| Роберт Жан     | слалом (м)          | нзт-1   | без резултата, трка 1             |
|                |                     |         |                                   |
| Мојца Дежман   | велеслалом (ж)      | 18.     | 2.14,36 (+7,87) 1.04,12+1.10,24   |
| Мојца Дежман   | слалом (ж)          | 9.      | 1.40,21 (+3,52) 50,86+49,35       |
| Вероника Шарец | супервелеслалом (ж) | 27.     | 1.23,17 (+4,14)                   |
| Вероника Шарец | велеслалом (ж)      | нзт-2   | без резултата, трка 2 1.02,73+нзт |
| Вероника Шарец | слалом (ж)          | нзт-1   | без резултата, трка 1             |
| Матеја Свет    | супервелеслалом (ж) | 20.     | 1.21,96 (+2,93)                   |
| Матеја Свет    | велеслалом (ж)      | 4.      | 2.07,80 (+1,31) 1.00,95+1.06,85   |
| Матеја Свет    | слалом (ж)          | 2.      | 1.38,37 (+1,68) 49,21+49,16       |
| Катра Зајц     | велеслалом (ж)      | 15.     | 2.12,48 (+5,99) 1.02,87+1.09,61   |
| Катра Зајц     | слалом (ж)          | нзт-2   | без резултата, трка 2 51,06+нзт   |

## Биатлон
| Спортиста    | Дисциплина | Пласман | Резултат                                    |
| ------------ | ---------- | ------- | ------------------------------------------- |
| Јуре Велепец | 10 km (м)  | 53.     | 28.21,9 (+3.13,8) пен.: 2 (2 + 0)           |
| Јуре Велепец | 20 km (m)  | 35.     | 1:03.15,6 (+7.42,3) пен.: 4 (1 + 1 + 1 + 1) |

## Боб
| Спортиста                            | Дисциплина               | Пласман | Резултат                                               |
| ------------------------------------ | ------------------------ | ------- | ------------------------------------------------------ |
| Борислав Вујадиновић Миро Пандуревић | двосед (м) Југославија I | 28.     | 4.03,50 (+10,02) (59,63 / 1.00,70 / 1.02,28 / 1.00,89) |

## Уметничко клизање
| Спортиста       | Дисциплина | Пласман | Резултат                                                               |
| --------------- | ---------- | ------- | ---------------------------------------------------------------------- |
| Жељка Чижмешија | жене       | 22.     | 44,0 поена (обавезни део: 20 - кратки програм: 25 - дуги програм:: 22) |

## Скијашко трчање
| Спортиста     | Дисциплина         | Пласман | Резултат             |
| ------------- | ------------------ | ------- | -------------------- |
| Сашо Грајф    | 15 km класично (м) | 44.     | 46.12,3 (+4.53,4)    |
| Сашо Грајф    | 30 km класично (м) | 53.     | 1:36.19,2 (+11.52,9) |
| Сашо Грајф    | 50 km (м)          | 52.     | 2:23.47,1 (+19.16,2) |
| Јанеж Кршинар | 15 km класично (m) | 39.     | 45.54,8 (+4.35,9)    |
| Јанеж Кршинар | 30 km класично (м) | 34e     | 1:32.02,1 (+7.35,8)  |
| Јанеж Кршинар | 50 km (м)          | 30.     | 2:12.33,5 (+8.02,6)  |

## Брзо клизање
| Спортиста        | Дисциплина | Пласман | Резултат         |
| ---------------- | ---------- | ------- | ---------------- |
| Бехудин Мердовић | 500 m (м)  | 35.     | 56,21 (+19,76)   |
| Бехудин Мердовић | 1000 m (м) | 35.     | 1.23,88 (+10,85) |
| Бехудин Мердовић | 1500 m (м) | 39.     | 2.06,11 (+14,05) |
|                  |            |         |                  |
| Бибија Керла     | 500 m (ж)  | 30.     | 44,47 (+5,37)    |
| Бибија Керла     | 1000 m (ж) | 26.     | 1.30,89 (+13,24) |
| Бибија Керла     | 1500 m (ж) | 28.     | 2.21,69 (+21,01) |

## Скијашки скокови
| Спортиста                                                   | Дисциплина                | Пласман | Резултат |
| ----------------------------------------------------------- | ------------------------- | ------- | --- |
| Матјаж Дебелак                                              | 90 m (м) индивидуално (м) | 3.      | 207,7 поена 107,6 п. (113,0 m) + 100,1 п. (108,0 m) |
| Рајко Лотрич                                                | 70 m (м) индивидуално (м) | 26.     | 180,1 поена 105,6 п. (85,0 m) + 74,5 п. (74,0 m) |
| Миран Тепеш                                                 | 70 m (м) индивидуално (м) | 4.      | 211,2 поена 106,0 п. (84,0 m) + 105,2 п. (83,5 m) |
| Миран Тепеш                                                 | 90 m (м) индивидуално (м) | 10.     | 194,8 поена 98,4 п. (105,0 m) + 96,4 п. (102,5 m) |
| Примож Улага                                                | 70 m (м) индивидуално (м) | 30.     | 177,1 поена 105,8 п. (84,5 m) + 71,3 п. (72,0 m) |
| Примож Улага                                                | 90 m (м) индивидуално (м) | 40.     | 161,0 поена 72,2 п. (94,5 m) + 88,8 п. (101,0 m) |
| Матјаж Зупан                                                | 70 m (м) индивидуално (м) | 16.     | 190,0 поена 102,6 п. (85,0 m) + 87,4 п. (78,0 m) |
| Матјаж Зупан                                                | 90 m (м) индивидуално (м) | 9.      | 195,8 поена 110,0 п. (111,5 m) + 85,8 п. (98,5 m) |
| Екипно Примож Улага Матјаж Зупан Матјаж Дебелак Миран Тепеш | 90 m, екипно (м)          | 2.      | 625,5 поена 92,7 п. (102,0 m) + 108,4 п. (110,0 m) 106,7 п. (109,5 m) + 104,8 п. (108,5 m) 104,1 п. (110,5 m) + 103,4 п. (110,0 m) 98,1 п. (103,0 m) + 94,7 п. (102,0 m) |